# Los Pitufos (serie de televisión de 2021)
Los Pitufos es una serie de televisión belga desarrollada por IMPS y Dupuis Audiovisuel. Peyo Productions y Dupuis han producido 52 episodios. Contará con animación CGI completa similar a la de la película animada Smurfs: The Lost Village. Los episodios de la nueva serie estarán compuestos por dos historias de 11 minutos.
La serie se produjo casi en su totalidad en Bélgica, y el 75% de la animación se completó en el estudio de animación DreamWall de Dupuis en la ciudad de Charleroi. Su estilo de animación CGI se basa en la película Smurfs: The Lost Village.
El programa fue anunciado por primera vez por Peyo Productions en 2017 y al año siguiente se anunciaron sus emisoras europeas: Ketnet (Flandes), TF1 (Francia), KiKa (Alemania) y RTBF (Valonia). En 2020, se informó que los derechos de transmisión habían sido adquiridos por la marca de entretenimiento estadounidense Nickelodeon para varios de sus canales, pero el acuerdo de transmisión no se extiende a la serie original de los 80's de Los Pitufos (que continúa siendo distribuida por Warner Bros. en América del norte). Después de 18 meses en TV paga, la serie ya se encuentra disponible en Netflix en los Estados Unidos y en el extranjero desde el 1 de mayo de 2023. La serie se estrenó mundialmente, en el canal OUFtivi de RTBF en Bélgica, el 18 de abril de 2021.
La nueva serie ya se estrenó en Estados Unidos el 10 de septiembre de 2021 en Nickelodeon.
En Latinoamérica la serie fue estrenada por el servicio de streaming Paramount+ la cual ya se encuentra disponible desde el 1 de noviembre de 2021 mientras que ya se estrenó por las pantallas de Nickelodeon el 5 de febrero de 2022. Se espera que la nueva serie llegará en Argentina por las pantallas de Telefe en el transcurso del mismo año.
El 7 de febrero de 2022 se anunció una segunda temporada con 26 episodios. El 31 de mayo de 2022 se anunció que se sumará dos nuevos personajes a partir de la segunda temporada. El 12 de junio de 2022 se anunció una tercera temporada.

## Episodios
| Temporada | Temporada | Episodios | Bélgica              | Bélgica              | Estados Unidos          | Estados Unidos         | Latinoamérica           | Latinoamérica                   | España              | España       |
| Temporada | Temporada | Episodios | Comienzo             | Final                | Comienzo                | Final                  | Comienzo                | Final                           | Comienzo            | Final        |
| --------- | --------- | --------- | -------------------- | -------------------- | ----------------------- | ---------------------- | ----------------------- | ------------------------------- | ------------------- | ------------ |
|           | 1         | 52        | 18 de abril de 2021  | 20 de marzo de 2022  | 6 de septiembre de 2021 | 14 de julio de 2022    | 26 de noviembre de 2021 | 4 de noviembre de 2022          | 10 de enero de 2022 | Por anunciar |
|           | 2         | 52        | 29 de agosto de 2022 | 1 de febrero de 2023 | 18 de julio de 2022     | 8 de diciembre de 2023 | 21 de noviembre de 2022 | 9 de diciembre de 2023 (México) | Por anunciar        | Por anunciar |
|           | 3         | 52        | 25 de agosto de 2024 | 25 de mayo de 2025   | 2 de septiembre de 2024 | 2025                   | 24 de febrero de 2025   | Por anunciar                    | Por anunciar        | Por anunciar |

## Reparto
| Personaje      | Actor de voz      | Actor de doblaje       | Actor de doblaje     | Temporada(s) |
| -------------- | ----------------- | ---------------------- | -------------------- | ------------ |
| Papá Pitufo    | Jean-Loup Horwitz | José Luis Orozco       | Ángel Amorós         | 1-           |
| Pitufina       | Anna Ramade       | Maggie Vera            | Ainhoa Martín        | 1-           |
| Torpe (Tontín) | Antoine Schoumsky | Victor Ugarte          | Adrián Viador        | 1            |
| Torpe (Tontín) | Antoine Schoumsky | Marcos Patiño          | Adrián Viador        | 2-           |
| Filósofo       | Antoine Schoumsky | Francisco Klee         | Rafael Romero        | 1-           |
| Fortachón      | Marc Arnaud       | Dafnis Fernández       | Rafael Azcárraga     | 1-           |
| Gruñón         | Joshua Rubin      | César Beltrán          | Pablo Adán           | 1-           |
| Vanidoso       | Jérémy Prévost    | Pablo Moreno           | Juan Navarro Torelló | 1-           |
| Salvaje        | Marc Arnaud       | Miguel De León         | TBA                  | 2-           |
| Pitufisauce    | Magali Rosenzweig | Cony Madera            | Eva Hache            | 1-           |
| Pitufitormenta | Fanny Bloc        | Abril Vivo             | Blanca Hualde (Neri) | 1-           |
| Pitufirretoño  | Anna Ramade       | Mariana Ortiz          | Cecilia Santiago     | 1-           |
| Pitufilirio    | Kaycie Chase      | Romina Marroquín Payró | Claudia Caneda       | 1-           |
| Pitufiflor     | Fanny Bloc        | Jocelyn Robles         | TBA                  | 1-           |
| Gargamel       | Emmanuel Curtil   | Jorge Ornelas          | José Luis Angulo     | 1-           |
| Hoja           | Magali Rosenzweig | Adriana Loza           | TBA                  | 2-           |